# Куюса
Куюса́ (араб. كيوثاء‎, kuyūthā) — гигантский бык, который согласно исламской космографии удерживает на себе камень, на котором стоит ангел, на чьи плечи возложена Земля. Куюса в свою очередь стоит на гигантской рыбе Бахамут.
В антологии Аль-Ибшихи («аль-Мустатраф…») бык назван Куюса (араб. كيوثاء‎). Закария аль-Казвини в своей космографии («Аджаиб аль-махлукат…») называет его Киюбан (کیوبان‎) или Кибусан (کبوثان‎). Возможно является искажённым вариантом لويتان‎ — Левиафан. Британский востоковед Эдвард Лейн транскрибировал его имя как Kuyootà и Kuyoothán (второй вариант согл. Ибн аш-Шихне). В «Книге вымышленных существ» Борхеса упоминается как Kuyata (испанский оригинал), Kujata (английский перевод 1969 года), Quyata (исправленный английский перевод) и Кужата в русском переводе с английского языка Е. Лысенко.
Согласно арабо-исламской космографии, Земля является одной из семи связанных между собой неведомым образом земель, каждая из которых населена различными созданиями. Изначально под этими землями не было никакой опоры и для их поддержки Аллах создал огромного и могучего ангела, который на своих плечах должен был удерживать семь земель. Под ноги ангела был возложен камень или рубин гигантского размера, испещрённый 7 тыс. углублений, которые затем превратились в моря. Для удержания этого камня был создан огромный бык по имени Куюса с 4 тыс. глаз, ушей, носов, ртов, языков и ног, а расстояние между каждым из них составляло 500 лет путешествия. Ноги этого быка опирались на гигантскую рыбу Бахамут, расположенную в воде, под которой была тьма. А то, что находится за этой тьмой, человеку неведомо.
По другой версии, Земля расположена над водой, вода над камнем, камень на спине быка, бык на песчаном ложе, песок над рыбой, рыба над спокойным и удушающим ветром, ветер над завесой тьмы, тьма над туманом, а то, что под туманом, неизвестно.
Согласно Ибн аль-Варди, бык Куюса совершает вдох и выдох два раза в сутки. Этим объяснялся феномен приливов и отливов. Также и землетрясения связывались с движением этого быка.